# Lovas filmek listája
Az alábbi lista a lóval, lovaglással, valamint a ló és az ember kapcsolatával összefüggő filmeket tartalmazza ábécésorrendben.
| Ábécé szerinti tartalomjegyzék                                                                           |
| --- |
| A, Á B C Cs D Dz Dzs E, É F G Gy H I, Í J K L Ly M N Ny O, Ó Ö, Ő P Q R S Sz T Ty U, Ú Ü, Ű V W X Y Z Zs |

## A, Á
| Cím        | Eredeti cím | Bemutató éve | Nemzetiség | Megjegyzések |
| ---------- | ----------- | ------------ | ---------- | ------------ |
| Alina álma | Alina       | 2005         | német      |              |
| Az álmodó  | Dreamer     | 2005         | amerikai   |              |

## B
| Magyar cím       | Eredeti cím                 | Bemutató éve                | Nemzetiség                  | Megjegyzések                |
| ---------------- | --------------------------- | --------------------------- | --------------------------- | --------------------------- |
| A bátor lovacska | lásd: Ikó, a bátor lovacska | lásd: Ikó, a bátor lovacska | lásd: Ikó, a bátor lovacska | lásd: Ikó, a bátor lovacska |

## Cs
| Cím     | Eredeti cím | Bemutató éve | Nemzetiség | Megjegyzések |
| ------- | ----------- | ------------ | ---------- | ------------ |
| A csikó | The Colt    | 2005         | amerikai   |              |

## D
| Magyar cím                        | Eredeti cím | Bemutató éve | Nemzetiség | Megjegyzések |
| --------------------------------- | ----------- | ------------ | ---------- | ------------ |
| Danielle Steel: Palomino Palomino | Palomino    | 1991         | amerikai   |              |

## E, É
| Magyar cím                                      | Eredeti cím              | Bemutató éve | Nemzetiség | Megjegyzések |
| ----------------------------------------------- | ------------------------ | ------------ | ---------- | ------------ |
| Az első kaland A fekete paripa – Az első kaland | The Young Black Stallion | 2003         | amerikai   |              |
| Az ezüst Brumby                                 | The Silver Brumby        | 1993         | ausztrál   |              |

## F
| Magyar cím                                                                  | Eredeti cím                   | Bemutató éve                  | Nemzetiség                    | Megjegyzések                  |
| --------------------------------------------------------------------------- | ----------------------------- | ----------------------------- | ----------------------------- | ----------------------------- |
| A fekete paripa                                                             | lásd: Fekete Villám           | lásd: Fekete Villám           | lásd: Fekete Villám           | lásd: Fekete Villám           |
| A fekete paripa – Az első kaland                                            | lásd: Az első kaland          | lásd: Az első kaland          | lásd: Az első kaland          | lásd: Az első kaland          |
| A fekete paripa visszatér                                                   | lásd: Fekete Villám visszatér | lásd: Fekete Villám visszatér | lásd: Fekete Villám visszatér | lásd: Fekete Villám visszatér |
| Fekete szépség                                                              | Black Beauty                  | 1994                          | amerikai–brit                 |                               |
| Fekete Villám A fekete paripa                                               | The Black Stallion            | 1979                          | amerikai                      |                               |
| Fekete Villám visszatér A Fekete Villám visszatér A fekete paripa visszatér | The Black Stallion Returns    | 1983                          | amerikai                      |                               |
| A Fekete Villám visszatér                                                   | lásd: Fekete Villám visszatér | lásd: Fekete Villám visszatér | lásd: Fekete Villám visszatér | lásd: Fekete Villám visszatér |
| Felhőcske                                                                   | Misty                         | 1961                          | amerikai                      |                               |
| Fenyvesvölgyi kalandok                                                      | The Saddle Club               | 2001                          | ausztrál                      | filmsorozat                   |
| Flicka                                                                      | Flicka                        | 2006                          | amerikai–brit                 |                               |
| Flicka 2                                                                    | Flicka 2                      | 2010                          | amerikai                      |                               |

## Gy
| Magyar cím         | Eredeti cím        | Bemutató éve | Nemzetiség | Megjegyzések |
| ------------------ | ------------------ | ------------ | ---------- | ------------ |
| Gyerek a nyeregben | The Derby Stallion | 2005         | amerikai   |              |

## H
| Magyar cím                    | Eredeti cím         | Bemutató éve | Nemzetiség      | Megjegyzések      |
| ----------------------------- | ------------------- | ------------ | --------------- | ----------------- |
| Hadak útján                   | War Horse           | 2011         | amerikai        |                   |
| Hidalgo – A tűz óceánja       | Hidalgo             | 2004         | amerikai        |                   |
| Holdtánc és pepita Pónikaland | Moondance Alexander | 2007         | amerikai        |                   |
| Horseland – A lovasklub       | Horseland           | 2006         | amerikai        | animációs sorozat |
| Hosszú vágta                  | Hosszú vágta        | 1983         | magyar–amerikai |                   |

## I, Í
| Magyar cím     | Eredeti cím   | Bemutató éve | Nemzetiség | Megjegyzések |
| -------------- | ------------- | ------------ | ---------- | ------------ |
| Irány a nyugat | Into The West | 1992         | ír         |              |

## K
| Magyar cím                  | Eredeti cím                     | Bemutató éve | Nemzetiség    | Megjegyzések                                                          |
| --------------------------- | ------------------------------- | ------------ | ------------- | --------------------------------------------------------------------- |
| Karino                      | Karino                          | 1977         | lengyel       |                                                                       |
| Kemény lecke (Kitörés)      | Breaking Free                   | 1995         | amerikai      |                                                                       |
| Kiko, vágtass, mint a szél! | Corri come il vento, Kiko       | 1982         | olasz         |                                                                       |
| A kis lókötők               | The Littlest Horse Thieves      | 1977         | brit–amerikai |                                                                       |
| A könnyűlovasság            | The Charge of the Light Brigade | 1936         | amerikai      | rend. Kertész Mihály. Más címek: A könnyűlovasság támadása; Balaklava |
| A könnyűlovasság támadása   | The Charge of the Light Brigade | 1968         | brit          | rend. Tony Richardson                                                 |

## L
| Magyar cím                | Eredeti cím                    | Bemutató éve         | Nemzetiség           | Megjegyzések         |
| ------------------------- | ------------------------------ | -------------------- | -------------------- | -------------------- |
| A Las Vegas-i lovas       | The Electric Horseman          | 1979                 | amerikai             |                      |
| A legendás musztáng       | The Wild Stallion              | 2009                 | amerikai             |                      |
| A lipicai mének csodája   | Miracle of the White Stallions | 1963                 | amerikai             |                      |
| Lóbolondok                | Horse Crazy                    | 2001                 | amerikai             |                      |
| Lovasbecsület             | In Pursuit of Honor            | 1995                 | amerikai             |                      |
| Lovaskaland a vadnyugaton | lásd: Irány a nyugat           | lásd: Irány a nyugat | lásd: Irány a nyugat | lásd: Irány a nyugat |
| Lovaskatonák              | The Horse Soldiers             | 1959                 | amerikai             | rend. John Ford      |

## M
| Magyar cím | Eredeti cím                      | Bemutató éve | Nemzetiség | Megjegyzések |
| ---------- | -------------------------------- | ------------ | ---------- | ------------ |
| A menedék  | Ostwind – Zusammen sind wir frei | 2013         | német      |              |

## N
| Magyar cím   | Eredeti cím          | Bemutató éve | Nemzetiség | Megjegyzések |
| ------------ | -------------------- | ------------ | ---------- | ------------ |
| A nagy derby | National Velvet      | 1944         | amerikai   |              |
| A nagy vágta | International Velvet | 1978         | brit       |              |

## P
| Magyar cím | Eredeti cím                    | Bemutató éve                   | Nemzetiség                     | Megjegyzések                   |
| ---------- | ------------------------------ | ------------------------------ | ------------------------------ | ------------------------------ |
| Palomino   | lásd: Danielle Steel: Palomino | lásd: Danielle Steel: Palomino | lásd: Danielle Steel: Palomino | lásd: Danielle Steel: Palomino |
| A paripa   | Secretariat                    | 2010                           | amerikai                       |                                |
| Pata-csata | Racing Stripes                 | 2005                           | dél-afrikai–amerikai           |                                |
| Pónikaland | lásd: Holdtánc és pepita       | lásd: Holdtánc és pepita       | lásd: Holdtánc és pepita       | lásd: Holdtánc és pepita       |

## S
| Magyar cím | Eredeti cím         | Bemutató éve | Nemzetiség    | Megjegyzések |
| ---------- | ------------------- | ------------ | ------------- | ------------ |
| Shergar    | Shergar             | 1999         | amerikai–brit |              |
| Sötét ló   | Dark Horse          | 1992         | amerikai      |              |
| A suttogó  | The Horse Whisperer | 1998         | amerikai      |              |

## Sz
| Magyar cím                   | Eredeti cím                      | Bemutató éve | Nemzetiség | Megjegyzések |
| ---------------------------- | -------------------------------- | ------------ | ---------- | ------------ |
| Szabad, mint a szél          | Running Free                     | 1999         |            |              |
| Szilaj, a vad völgy paripája | Spirit: Stallion of the Cimarron | 2002         |            |              |
| Szívgalopp                   | Wild Hearts Can't Be Broken      | 1991         | amerikai   |              |

## T
| Magyar cím   | Eredeti cím  | Bemutató éve | Nemzetiség | Megjegyzések                     |
| ------------ | ------------ | ------------ | ---------- | -------------------------------- |
| A torinói ló | A torinói ló | 2011         | magyar     | a Zsűri Nagydíja – 61. Berlinale |

## V
| Magyar cím        | Eredeti cím                                     | Bemutató éve | Nemzetiség       | Megjegyzések |
| ----------------- | ----------------------------------------------- | ------------ | ---------------- | ------------ |
| Vadlovak földjén  | Mustang Country                                 | 1976         | amerikai         |              |
| Vágta             | Phar Lap                                        | 1983         | ausztrál         |              |
| Vágta             | Cwal                                            | 1996         | lengyel          |              |
| Vágta             | Seabiscuit                                      | 2003         | amerikai         |              |
| Vakvágta a jövőbe | The Long Shot The Long Shot: Believe in Courage | 2004         | amerikai         |              |
| Virginia futama   | Virginia's Run                                  | 2002         | kanadai–amerikai |              |

## Z
| Magyar cím | Eredeti cím | Bemutató éve | Nemzetiség | Megjegyzések |
| ---------- | ----------- | ------------ | ---------- | ------------ |
| Zafír      | Zafir       | 2003         | dán        |              |